# PC3 Drei Rivieren-Radweg
De PC3, in het Frans bewegwijzerd als PC des Trois Rivières en in het Duits Drei Rivieren-Radweg genoemd, is een langeafstandsfietsroute in het Luxemburgse nationale fietsroutenetwerk langs de oostgrens in Luxemburg, maar kort ook in Duitsland. De route volgt de loop van de 3 rivieren Moezel, Sauer en Our. Het traject is bewegwijzerd in twee richtingen.

## Traject
De route volgt de loop van de Moezel tussen Schengen en Wasserbillig. In Schengen kan gekozen worden voor de EuroVelo EV5 Via Romea Francigena, de Moselradweg richting Frankrijk en de PC6 Drei Länder-Radweg. 
De EV5 loopt tot Remich samen mee met de route. In Mertert kan aangesloten worden op de PC4 Syrefietsroute welke een verbinding vormt naar de PC2 Luxemburg-Echternach. 
Bij Wasserbillig wordt de Moezel verlaten en wordt de Sauer stroomopwaarts gevolgd. Het eerste deel tot Wallendorf-Pont is de rivier tevens de grens tussen Duitsland en Luxemburg. Bij Echternach kan worden gekozen voor de PC2 Luxemburg-Echternach naar de hoofdstad.
De PC16 loopt tot Reisdorf samen mee met de route en gaat vanaf Reisdorf richting Ettelbrück.
In Minden is een aansluiting op de Prümtal-Radweg welke de Prüm stroomopwaarts volgt. 
Vanaf Reisdorf waar de Our in de Sauer komt gaat de route deze rivier volgen die deels de grens vormt met Duitsland. De route eindigt in Vianden. Vlak voor Vianden in Bettel kan worden aangesloten op de PC23 Benny, een korte verbindingsroute met de PC22 Ardennenfietsroute.

## Aansluitingen met Europese routes
- Tussen Schengen en Remich loopt de route samen met de EuroVelo EV5 Via Romea Francigena.

## Aansluitingen met andere routes
- In Schengen kan worden aangesloten op de PC6 Drei Länder-Radweg.
- Tussen Schengen en Wasserbillig loopt de route samen met de Moselradweg.
- In Mertert kan worden aangesloten op de PC4 Syrefietsroute.
- In Wasserbillig kan worden aangesloten op de Moselradweg.
- Tussen Wasserbillig en Reisdorf loopt de route samen met de PC16 Sauer-Radweg.
- In Minden kan worden aangesloten op de Prümtal-Radweg.
- In Echternach kan worden aangesloten op de PC2 Luxemburg-Echternach.
- In Bettingen kan worden aangesloten op de PC23 Benny.